# Colpodium parviflorum
Colpodium parviflorum är en gräsart som beskrevs av Pierre Edmond Boissier och Friedrich Alexander Buhse. Colpodium parviflorum ingår i släktet Colpodium, och familjen gräs. Inga underarter finns listade i Catalogue of Life.